# História do Império Alemão

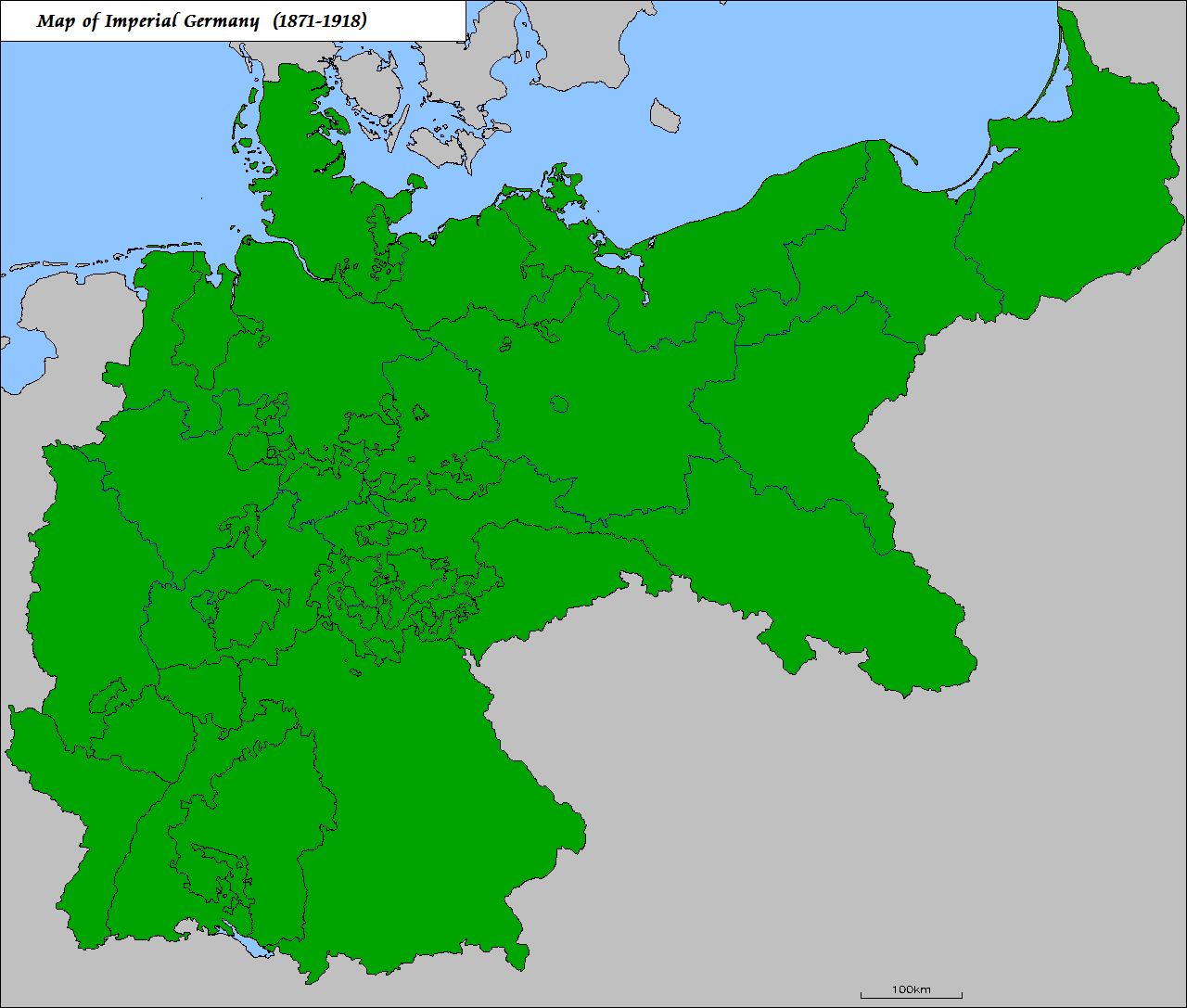
O Império Alemão em 1871.

A história do Império Alemão compreende o período de tempo entre a formação do império após a Guerra Franco-Prussiana até o final da Primeira Guerra Mundial, quando a monarquia foi dissolvida e a República de Weimar fundada na Alemanha.

## Antecedentes
Antes da organização do Império Alemão, existiam vários estados independentes no território que viria a compor o império, desde reinos como a Bavária até cidades livres como Bremen. No meio de tantos estados que estavam unidos sob o Sacro Império Romano Germânico, existiam dois que eram nitidamente mais poderosos, a Áustria e a Prússia.
Desde o século XVIII, a Áustria e a Prússia lutaram pela hegemonia em território alemão, e por meio de várias guerras como a dos Sete Anos ficou claro que os dois países não podiam se unir em apenas um para comandar uma Grande Alemanha. Desde a Guerra dos Trinta Anos, os estados do sul eram favoráveis a Áustria, e compartilhavam com esta a religião católica, enquanto os estado do norte eram favoráveis a uma união com a Prússia, e compartilhavam a religião protestante com o reino prussiano.
O equilíbrio de poder verificado entre Áustria e Prússia foi rompido na Guerra Austro-Prussiana que, após ser vencida pela Prússia, afastou a Áustria dos estados do norte definitivamente. E assim a monarquia de Berlim pôde se ver capaz de unir todos os territórios germânicos sob seu domínio e hegemonia, bastando apenas um chamariz para a "causa nacional".

## Era bismarquiana

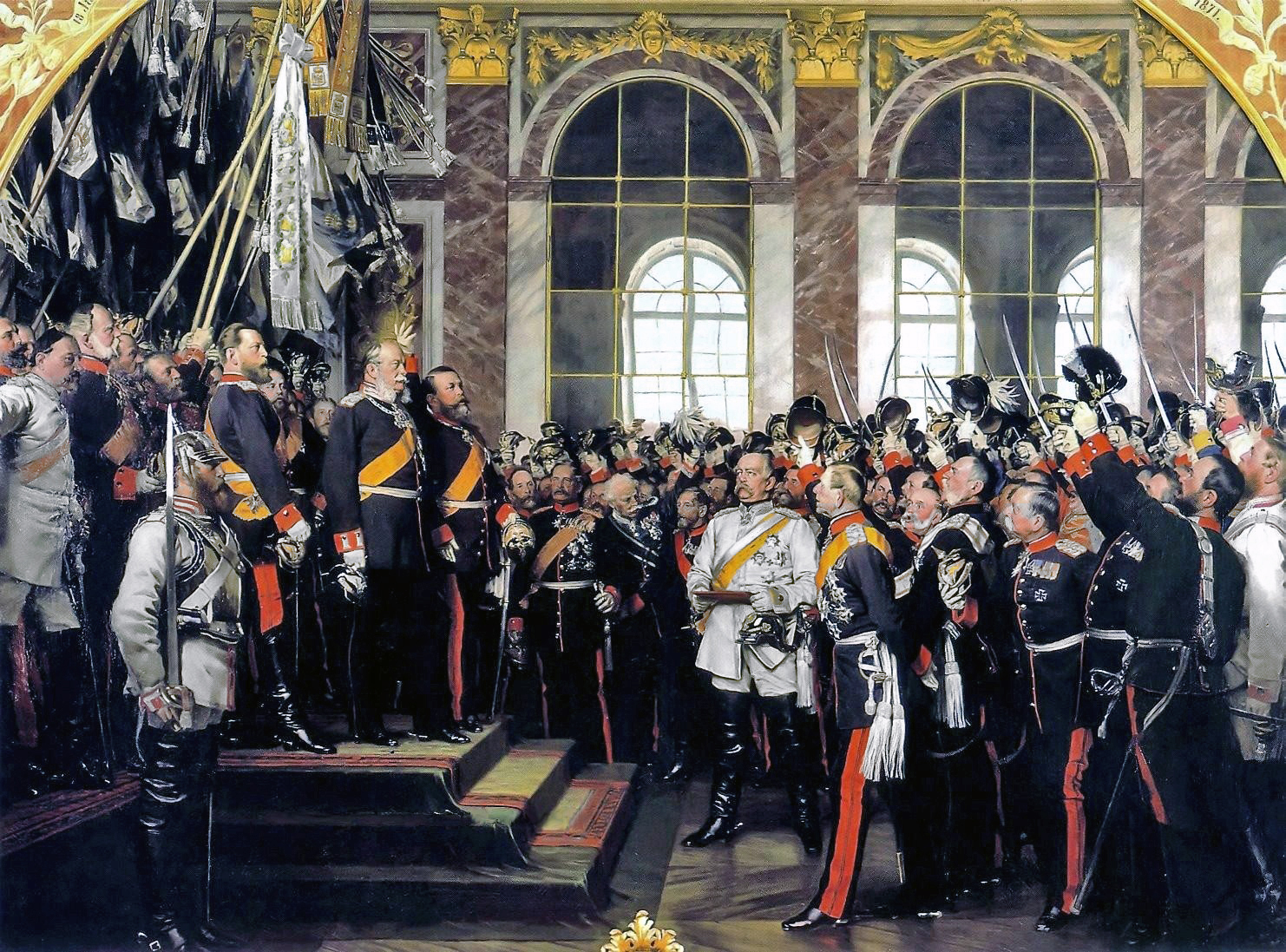
Em 18 de janeiro de 1871, o Império Alemão foi proclamado no Salão dos Espelhos do Palácio de Versalhes.

Diferenças entre França e Prússia sobre uma possível ascensão ao trono espanhol de um candidato alemão - a qual a França se opunha - foi o pretexto para que os franceses declarassem a Guerra Franco-Prussiana (1870-71). Graças a acordos defensivos, exércitos prussianos juntaram-se a exército dos pequenos estado alemães do sul, sob o comando de Moltke, que repeliu as tropas francesas que tinham ocupado Saarbrücken, e então procedeu a invasão da França em agosto de 1870. Depois de algumas poucas semanas, o exército francês foi finalmente forçado a capitular na fortaleza de Sedan. O Imperador Napoleão III foi feito prisioneiro e o Segundo Império Francês entrou em colapso, mesmo que a nova república tenha decidido prolongar a guerra por vários meses. Após meses, o Tratado de Frankfurt foi assinado: A França foi obrigada a entregar a província a Alsácia-Lorena para a Alemanha. A área cedida correspondia à Alsácia inteira e a partes da província de Lorraine. O fato de muitas áreas de população francesa terem sido incluídas no acordo fez com que a França denunciasse a nova fronteira como uma hipocrisia, principalmente porque a Alemanha justificou a anexação sob o pretexto de que iria ocupar apenas áreas culturalmente alemãs.
Durante o Cerco de Paris, os príncipes alemães se reuniram no Salão dos Espelhos do Palácio de Versalhes e proclamaram o rei prussiano Guilherme I como o "Imperador Alemão" em 18 de janeiro de 1871. O Império Alemão estava assim fundado, com vinte e cinco estados, três dos quais eram cidades livres da medieval Liga Hanseática, e Birmack, novamente, tornou-se chanceler. A solução de Bismarck foi pela "Pequena Alemanha", já que a Áustria não foi incluída.

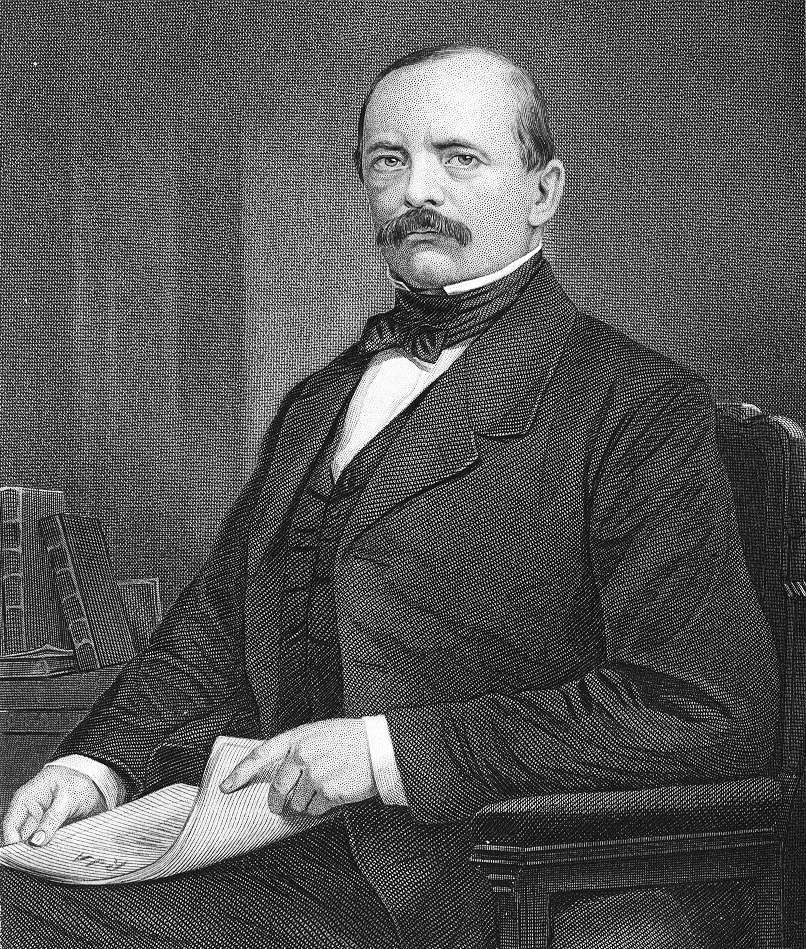
Otto von Bismarck.

A política doméstica de Bismarck como chanceler da Alemanha foi caracterizada por sua luta contra inimigos do estado protestante da Prússia. No assim conhecido Kulturkampf (1872-1878), ele tentou limitar a influência da Igreja Católica Romana e de seu braço político, o Partido Católico, mas após várias medidas - como a introdução do casamento civil - notou-se que a iniciativa não tinha conseguido muito sucesso. Milhões de súditos não-alemães do império, como poloneses, dinamarqueses e franceses foram discriminados e submetidos a uma política de germanização.
A outra ameaça iminente era a ascensão do Partido dos Trabalhadores Socialistas (posteriormente conhecido como o Partido Social Democrático da Alemanha), que declarou estar focado em estabelecer uma nova ordem socialista, ao transformar as condições políticas e sociais existentes. A partir de 1878, Bismarck tentou reprimir o movimento social-democrata com leis anti-socialistas. Apesar de lutar contra os movimentos, Bismarck ainda esperava que as classes operárias apoiassem o império.

## Sistema de alianças

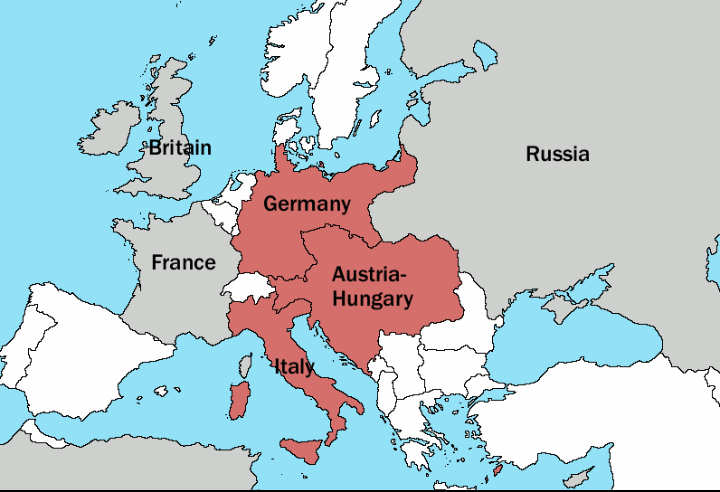
Tríplice Aliança (em vermelho) e Tríplice Entente (em cinza).

A prioridade do chanceler era proteger a Alemanha da guerra a partir de um sistema de alianças e conter as crises até que o país estivesse completamente pronto para enfrentá-las. A tentativa de contenção e isolamento destinada à França, neste contexto, tinha particular importância, já que Bismarck temia o ressurgimento da França como grande potência no cenário internacional e que tentasse se aliar com a outras potências, para retomar a Alsácia-Lorena e recuperar seu prestígio.
No cenário internacional da década de 1870, Bismarck observou que a Itália não se aliaria à França por estar melindrada pela anexação da Tunísia pelos franceses, destruindo suas pretensões imperialistas na região. A Grã-Bretanha também não se aliaria à França por viver sob a política do "esplêndido isolamento". A Áustria-Hungria e a Rússia pareciam ser as únicas potências aptas a lutar contra a Alemanha ao lado da França.
Para afastar esta hipótese, Bismarck criou a Liga dos Três Imperadores, cujo acordo inicial foi assinado em 1872 pela Rússia, pela Áustria-Hungria e pela Alemanha. Seus princípios estavam calcados na rejeição ao republicanismo e ao socialismo e estes eram considerados inimigos das três potências conservadoras.
No entanto, o primeiro sistema de alianças formulado por Bismarck mostrou-se efêmero, uma vez que os desentendimentos entre a Rússia e a Áustria-Hungria eram freqüentes e irreconciliáveis. Em 1879, Bismarck formou a Dupla Aliança entre a Alemanha e a Áustria-Hungria, mirando uma assistência mútua contra um possível ataque da Rússia, que não estava satisfeita com os acordos feitos na Conferência de Berlim. Em 1882, se estabeleceria uma Tríplice Aliança, com o ingresso da Itália no tratado. Em retorno às pretensões coloniais do fraco país por parte da Alemanha e da Áustria-Hungria, a Itália garantia apoio frente a um ataque francês.
O estabelecimento da Dupla Aliança, e posteriormente da Tríplice Aliança, fez com que a Rússia buscasse uma posição mais conciliatória, e em 1887, o Tratado de Resseguro foi assinado entre a Alemanha e a Rússia. De acordo com os termos estabelecidos, as duas potências concordavam em dar apoio mútuo em caso de um ataque francês contra a nação germânica e em caso de um ataque austro-húngaro contra a nação russa.
Por um longo tempo, Bismarck recusou-se a ceder às aspirações do Príncipe Guilherme II de fazer da Alemanha um poder mundial através da aquisição de colônia ultramarinas ("um lugar ao Sol", segundo Bernhard von Bülow). Bismarck queria evitar tensões entre as grandes potências européias e garantir a segurança do império a qualquer custo. No entanto, o chanceler divergiu desta política por um breve período na década de 1880, quando a Alemanha assegurou colônias como Togo e Camarões na África, e as Ilhas Marshall, Nova Guiné e o arquipélago de Bismarck na Oceania. De fato, foi o próprio Bismarck quem propôs a Conferência de Berlim de 1885, que acabou por estabelecer linhas gerais para a aquisição de colônias na África e foi um passo inicial para o neocolonialismo.
Em 1888, o cáiser Guilherme I faleceu aos 91 anos de idade, e seu doente filho Frederico III reinou por apenas 99 dias antes de sua morte. Subiu ao trono então o ambicioso Guilherme II, o filho de Frederico, então com 29 anos de idade. Diferenças políticas entre Bismarck e o novo monarca, que queria ser "seu próprio chanceler", causaram o afastamento do primeiro em 1890.

## Era guilhermina

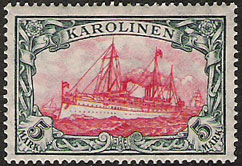
Cartão postal das Carolinas, datando da época em que as ilhas eram dominadas pelo Império Alemão. A nova weltpolitik do cáiser Guilherme II levou a atritos com outras potências imperiais.

Quando Bismarck resignou, Guilherme II declarou que continuaria a seguir a política externa adotada pelo antigo chanceler, mas logo uma nova direção foi tomado, tendo em vista uma crescente influência alemã pelo mundo (weltpolitik). O Tratado do Resseguro com a Rússia foi abandonado, e isto fez com que o vizinho do oriente se aliasse com a França, apesar das largas diferenças políticas, contra a Tríplice Aliança. A própria aliança com a Áustria-Hungria e a Itália era incerta, uma vez que existiam vários atritos entre os dois países.
Por volta de 1898, a expansão colonial alemã no Extremo Oriente (Baía de Jiaozhou, Marianas, Carolinas e Samoa) levou o país a conflitos com o Reino Unido, com a Rússia, com o Japão e com os Estados Unidos. Além disso, o plano de construção da Ferrovia Berlim-Bagdá, financiada por bancos alemães, focada em conectar o Mar do Norte com o Golfo Pérsico, passando pelo estreito de Bósforo, ia contra os interesses geopolíticos e econômicos russos e britânicos.
Para proteger os interesses ultramarinos da Alemanha, o Almirante von Tirpitz iniciou um programa de melhorias na marinha, tornado a Alemanha uma ameaça direta à dominação britânica dos mares e fazendo com que uma possível aliança entre os dois países nunca se concretizasse, estando a Alemanha cada vez mais isolada.

## Primeira Guerra Mundial
Os frequentes atritos entre as potências imperialistas e o crescimento do nacionalismo chauvinista em vários países europeus levaram em última instância à Primeira Guerra Mundial, espoletada pelo assassinato, em 28 de junho de 1914, do herdeiro do trono austro-húngaro, o arquiduque Francisco Fernando e de sua esposa em Sarajevo, a capital da Bósnia e Herzegovina, por um nacionalista sérvio. Outras causas da guerra incluem as divergências políticas entre os vários estados europeus, a corrida armamentista, a rivalidade anglo-germânica, as dificuldades do Império Austro-Húngaro, a agressiva política balcânica da Rússia etc. O Império Alemão lutou na guerra ao lado da Áustria-Hungria, da Bulgária e do Império Otomano contra a Rússia, a França, o Reino Unido, a Itália, o Japão e vários outros países de menor importância. Os conflitos armados espalharam-se também pelo Oriente Próximo e pelas colônias alemãs.
Na Frente Ocidental, a Alemanha lutou uma guerra de atrito com várias batalhas sangrentas. Depois de uma rápida invasão através da Bélgica, as tropas alemãs foram paradas em Marne, ao norte de Paris, e sentiram a falta de suprimentos e munição, sendo pouco depois contidas pela Força Expedicionária Britânica pelo exército francês. Depois dessa primeira fase, desenvolveria-se uma guerra de trincheiras que pouco mudou ao longo do tempo. Em 1916, os generais alemães tentaram desgastar a França com uma longa batalha em Verdun, que ocasionou a morte de 600 000 homens de ambos os lados.
Na Frente Oriental, apesar de poucas vitórias decisivas no início, as ofensivas alemãs e austro-húngaras acabaram por dominar a região. Os exércitos destes países avançaram até a Polônia e a Lituânia em 1916 e minaram as forças russas. Em 1917, após a Revolução Vermelha, a Rússia retiraria-se da guerra com a assinatura do Tratado de Brest-Litovsk. Na frente balcânica, os dois países e seus aliados haviam conseguido massacrar a Sérvia em 1915, e a Romênia em 1916. Na frente alpina, os italianos entraram em pânico ao enfrentar alemães e austríacos em Caporetto.
A guerra mudou seus rumos quando a marinha britânica bloqueou o Mar do Norte, o que gerou efeitos catastróficos para a Alemanha. Com o bloqueio, matérias-primas e commodities pararam de chegar ao Império Alemão, que via-se cada vez mais desesperado. A entrada dos Estados Unidos na guerra em 1917, logo após a declaração de guerra submarina irrestrita por parte da Alemanha, pendeu a balança em favor dos Aliados.

## Dissolução do império
No dia 3 de Novembro de 1918, unidades da marinha alemã em Kiel, no norte do país, se recusaram a partir para uma última grande operação de guerra, que eles já viam como uma missão-suicida e a guerra como perdida, e iniciaram a Revolução Alemã de 1918-19. Em 3 de novembro, o levante se espalhou para outras cidades e estados do império, em muitos dos quais os conselhos de trabalhadores e/ou soldados foram instalados.
O kaiser Guilherme II finalmente abdicou em 9 de novembro de 1918, e no mesmo dia, o social-democrata Phillipp Scheidemann proclamou a república. Em 11 de novembro, um armistício foi assinado em Compiègne, pondo fim à guerra. Com o início do governo social-democrata em 1919, a revolução foi violentamente suprimida com a ajuda do Reichswehr e do Freikorps. Nascia assim a República de Weimar, que duraria até a ascensão de Adolf Hitler em 1932, e que mostraria-se incapaz de resolver os problemas alemães do pós-guerra.